# Alex Molčan
Alex Molčan (1 de diciembre de 1997) es un tenista profesional eslovaco.
Su ranking ATP más alto de singles fue el número 38, logrado el 23 de mayo de 2022. Su ranking ATP más alto de dobles fue el número 268, logrado el 14 de junio de 2021.
Molčan hizo su debut en la ATP en enero de 2021 en el Antalya Open 2021 en Turquía, donde derrotó a Andrey Golubev y Blaž Kavčič para clasificar al cuadro principal. Molčan luego perdió en la primera ronda ante el francés Hugo Grenier en sets seguidos 5-7, 4-6.

## Títulos ATP (0; 0+0)

### Individual (0)
| Leyenda                         |
| Grand Slam (0)                  |
| ATP Wourld Tour Finals (0)      |
| ATP World Tour Masters 1000 (0) |
| ATP World Tour 500 (0)          |
| ATP World Tour 250 (0)          |

#### Finalista (3)
| N.º | Fecha               | Torneo      | Superficie    | Oponente en la final | Resultado        |
| --- | ------------------- | ----------- | ------------- | -------------------- | ---------------- |
| 1.  | 29 de mayo de 2021  | Belgrado II | Tierra batida | Novak Djokovic       | 4-6, 3-6         |
| 2.  | 10 de abril de 2022 | Marrakech   | Tierra batida | David Goffin         | 6-3, 3-6, 3-6    |
| 3.  | 21 de mayo de 2022  | Lyon        | Tierra batida | Cameron Norrie       | 3-6, 7-6(3), 1-6 |

## Clasificación histórica
| Torneo                | 2021 | 2022 | Títulos | G-P |
| --------------------- | ---- | ---- | ------- | --- |
| Australian Open       | -    | 2R   | 0 / 1   | 1-1 |
| Roland Garros         | -    |      | 0 / 0   | 0-0 |
| Wimbledon             | Q3   |      | 0 / 0   | 0-0 |
| US Open               | 3R   |      | 0 / 1   | 2-1 |
| Total G-P             | 2-1  | 1-1  | 0 / 2   | 3-2 |
| ATP World Tour Finals | -    |      | 0 / 0   | 0-0 |

## Challenger

#### Individual (2)
| No. | Fecha      | Torneo                 | Superficie    | Rival        | Resultado |
| --- | ---------- | ---------------------- | ------------- | ------------ | --------- |
| 1.  | 08.08.2021 | Challenger de Liberec  | Tierra batida | Tomáš Machač | 6-0, 6-1  |
| 2.  | 21.11.2021 | Challenger de Helsinki | Dura (i)      | João Sousa   | 6-3, 6-2  |

#### Finalista (1)
| No. | Fecha      | Torneo                  | Superficie    | Rival            | Resultado |
| --- | ---------- | ----------------------- | ------------- | ---------------- | --------- |
| 1.  | 08.09.2018 | Challenger de Sevilla   | Tierra batida | Kimmer Coppejans | 26-7, 1-6 |
| 2.  | 19.06.2021 | Challenger de Prostějov | Tierra batida | Federico Coria   | 16-7, 3-6 |

### Dobles (1)
| No. | Fecha      | Torneo                            | Superficie | Pareja      | Rivales                       | Resultado |
| --- | ---------- | --------------------------------- | ---------- | ----------- | ----------------------------- | --------- |
| 1.  | 14.02.2021 | Challenger de Cherburgo-Octeville | Dura       | Lukáš Klein | Albano Olivetti Antoine Hoang | 7-5 6-2   |

### Finalista (3)
| No. | Fecha      | Torneo                   | Superficie    | Pareja      | Rivales                          | Resultado        |
| --- | ---------- | ------------------------ | ------------- | ----------- | -------------------------------- | ---------------- |
| 1.  | 22.06.2019 | Challenger de Bratislava | Tierra batida | Lukáš Klein | Sander Gillé Joran Vliegen       | 2-6, 5-7         |
| 2.  | 14.11.2020 | Challenger de Bratislava | Dura (i)      | Lukáš Klein | Harri Heliövaara Emil Ruusuvuori | 4-6, 3-6         |
| 3.  | 27.03.2021 | Challenger de Zadar      | Tierra batida | Lukáš Klein | Blaž Kavčič Blaž Rola            | 6-2, 2-6, [3-10] |